# Strength (古内東子の曲)
「Strength」（ストレングス）は、古内東子の6枚目のシングル。1995年8月21日にソニー・レコードからリリースされた。

## 収録曲
全作詞・作曲：古内東子 編曲：Michael Colina
1. Strength
2. できるだけ
3. Strength （Original Karaoke）